# Common Log Format
Das Common Log Format ist ein Dateiformat, das für das Logging von Webserver-Anfragen genutzt wird.
Jede Zeile hat die folgende Syntax:
```
host name authuser date request status bytes

```

## Beispiel
```
127.0.0.1 - frank [10/Oct/2000:13:55:36 -0700] "GET /apache_pb.gif HTTP/1.0" 200 2326

```

Ein Minus (-) wird genutzt, wenn für ein Feld keine Daten vorhanden sind.
- 127.0.0.1: Die IP-Adresse des Nutzers, der die Anfrage durchgeführt hat.
- -: Die RFC 1413[1] Netzwerk-ID des Clients. Normalerweise "-".
- frank: Die Nutzer-ID des Nutzers, der die Anfrage durchgeführt hat. Normalerweise "-", außer .htaccess benötigt Authentifizierung.
- [11/Oct/2023:16:52:12 +0200]: Das Datum, die Uhrzeit und die Zeitzone, als die Anfrage angekommen ist.
- "GET /apache_pb.gif HTTP/1.0": Die Anfrage des Clients.
  - GET: Die HTTP-Methode der Anfrage.
  - /apache_pb.gif: Die angefragte Ressource.
  - HTTP/1.0: Das HTT-Protokoll.
- 200: Der HTTP-Statuscode, der an den Client weitergegeben wird.
- 2326: Größe des zurückgegeben Objekts. In Bytes angegeben.